# Äthiopische Revolutionäre Volkspartei

Parteilogo der Äthiopischen Volksrevolutionären Partei

Die Äthiopische Revolutionäre Volkspartei (amharisch የኢትዮጵያ ሕዝባዊ አብዮታዊ ፓርቲ, transkribiert: yä Ityop'ya Həzbawi Abyotawi Parti - Kürzel IHAPA; englisch Ethiopian People's Revolutionary Party, Abkürzung EPRP) ist eine ehemals marxistisch-leninistische, heute liberal ausgerichtete Partei in Äthiopien.
Sie hatte ihre Basis allerdings hauptsächlich bei Auslandsäthiopiern, welche bis heute den Großteil ihrer Anhängerschaft stellen.

## Geschichte
Die IHAPA wurde im April 1972 – noch vor dem Sturz der Monarchie durch das Militär 1974 – in der deutschen Hauptstadt Berlin im Wesentlichen von Studenten sowie im Beisein der Demokratischen Front für die Befreiung Palästinas gegründet. Anders als die ebenfalls marxistisch-leninistische MEISON bezeichnete die IHAPA den regierenden kommunistischen Derg-Flügel um Mengistu als faschistisch und begann 1976 mit Anschlägen auf führende Derg-Vertreter und forderte die Einsetzung einer zivilen Übergangsregierung. Dies wurde seitens der Regierung wiederum mit einer Roter Terror genannten Kampagne beantwortet, was 1977–78 zu einer weitgehenden Zerschlagung der Partei und tausenden Opfern führte.

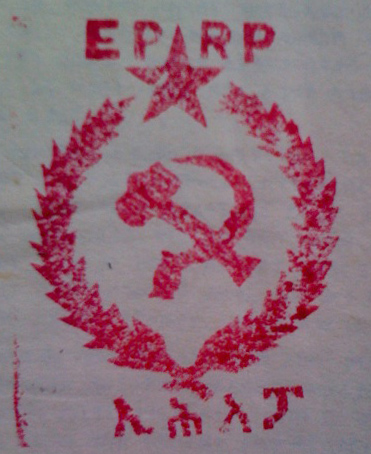
Logo der Revolutionären Äthiopischen Volkspartei mit der englischen Abkürzung

Teile der Organisation und ihres bewaffneten Arms, der Äthiopischen Revolutionären Volksarmee (Ethiopian People's Revolutionary Army, EPRA) konnten sich im Untergrund und im Exil behaupten, in Tigray wurden die dortigen EPRA-Einheiten von der Volksbefreiungsfront von Tigray (TPLF) militärisch ausgeschaltet. Ein vor allem in der Provinz Gonder vertretener Flügel spaltete sich 1980 unter dem Namen Demokratischen Bewegung des Äthiopischen Volkes (Ethiopian People's Democratic Movement, EPDM) ab und verbündete sich mit der TPLF, die weiter den Namen IHAPA tragende Fraktion ging in den späten 1980ern zu liberalen Positionen über.

## Heutige Lage
Die IHAPA ist seitens der Regierung unter der Revolutionären Demokratischen Front der Äthiopischen Völker (EPRDF) intensiven Repressionsmaßnahmen ausgesetzt und gehört verschiedenen Oppositionsbündnissen wie seit 2003 den Vereinigten Äthiopischen Demokratischen Kräften (United Ethiopian Democratic Forces, UEDF) an. Die von der Eritreischen Volksbefreiungsfront erreichte Unabhängigkeit Eritreas wurde und wird allerdings von der IHAPA dennoch abgelehnt.
Die Partei gibt die Zeitung Demokrasiya heraus.